# Maria Collin
Anna Maria Lovisa Collin, född 8 november 1864 i Lyngby, död 11 mars 1933 i Lyngby, var en svensk entreprenör, författare och utgivare. Hon ägnade sig åt textillitteratur, främst av handbokskaraktär, som fick en stor spridning.

## Biografi
Maria Collins far, Sven Collin, var kronolänsman i Bara härads östra distrikt och modern, Augusta Collin, kom från en prostfamilj. Maria Collin hade tre bröder, varav endast brodern August Collin levde till vuxen ålder. Han var då delägare i PH Lindstedts Universitetsbokhandel i Lund samt bokförläggare och ägare till August Collins Förlag.
I egenskap av kronolänsman hade Maria Collins far ett stort lokalt kontaktnät. I Hågkomster och livsintryck: Av svenska män och kvinnor, 1929, skildrade Maria Collin detaljrika minnen från sin barndom. Hon beskrev bland annat hur folk ofta kom på besök, männen för att få råd i juridiska frågor och kvinnorna för att få moderns råd i textila frågor. Augusta Collin kom från en släkt där kvinnorna var skickliga i att handarbeta och där det vävdes mycket. Hon var intresserad av och hade stor kunskap om mönster, garnkvaliteter och olika vävtekniker. Detta intresse delade hon med sin dotter. Så småningom såldes gården och familjen flyttade till Lund.
Huruvida Maria Collin fick någon utbildning utöver folkskolan är okänt. Under åren 1899–1915 arbetade hon som kontorschef på AB Tidskrift för Landtmän, vars redaktion låg i Lund. Vid denna tid var Skåne ett av Europas mest järnvägstäta områden och hon kom på idén att låta trycka och ge ut tågtidtabeller under den samlande titeln Tidtabell för Skåne, 1897–1906. Dessa tidtabeller såldes i omfattande upplagor och inkomsterna från försäljningen lade grunden till en privat förmögenhet.
Maria Collins största intresse låg i folkliga textilier och hon hade ambitionen att sprida kunskaper om dessa och om deras tillverkning genom handböcker. Utgivningen startade år 1890 med boken Skånsk konstväfnad i allmogestil, som innehöll mönster i färgtryck och som snart översattes till danska och norska. År 1892 utkom Flamsk-, Finnväfnad och norsk Rödlakan och år 1894 en andra och omarbetad upplaga av den första boken som också översattes till engelska och tyska. Våra hemväfnader i Lärft, Kypert och Atlas gavs ut år 1895. Böckerna hyllades av samtida läsare och kritiker för att vara pedagogiska och enkla att följa samt för att de var billiga att köpa och därmed kunde nå en stor läsekrets. Totalt gavs de båda böckerna om konstvävnader respektive hemvävnader ut i fem upplagor. En del av upplagorna skänktes till landets kvinnliga folkhögskolor som delade ut dem som premier till sina bemärkta elever. Dessa gåvor samt delar av bokutgivningen bekostades av Maria Collin själv.
I en artikel i Idun 1895 omskrivs Maria Collin som ”en kvinna, hvars teoretiska insikter på området [...] öfvat och öfva ett mycket stort och gagnerikt inflytande för hemväfnadskonstens allt lifligare omfattande.” Här beskrivs också hur hon identifierade ett behov av vävhandböcker med tekniska instruktioner tillsammans med estetisk vägledning i sammansättningen av mönster och färger. Handböckerna svarade mot ett vid tiden ökande intresse för hemslöjd och handtillverkade föremål, i motsats till de varor som den industriella produktionen gav upphov till.
Förutom mönsterböcker gav Maria Collin också ut mer resonerande och idébaserade texter som till exempel Bygdeslöjd och forntidskult, 1921, där hon analyserade olika mönsterformer som sprungna ur forntida kulter. Samma idéer ligger till grund för en artikel i Fornvännen, ”Bildvävnaderna från Över-Hogdal och Skog”, 1923. Gamla vävnader och deras mönster, 1928, är en historik över vävtekniken och dess utveckling med fokus på tekniska aspekter och på mönstertyper.
Trots att Maria Collin är känd genom sina handböcker, är lite känt om hennes privatliv och om hennes nätverk. Uppgifter gör gällande att hon var engagerad i fattigvården i Lund. Maria Collin levde som ogift och hon hade inga barn. När hon dog år 1933 testamenterade hon sin förmögenhet till Hushållningssällskapet Skåne. Under namnet Maria Collins Fond, delas bidrag och stipendier ut till gagn för praktiskt jordbruk, studier om samt vetenskaplig forskning om jordbruk, företrädesvis till sökande från Lyngby och Genarps socknar.
Maria Collin är begravd i en familjegrav på Lyngby Gamla Kyrkogård i Lund.